# Departamento de Educación de la Florida

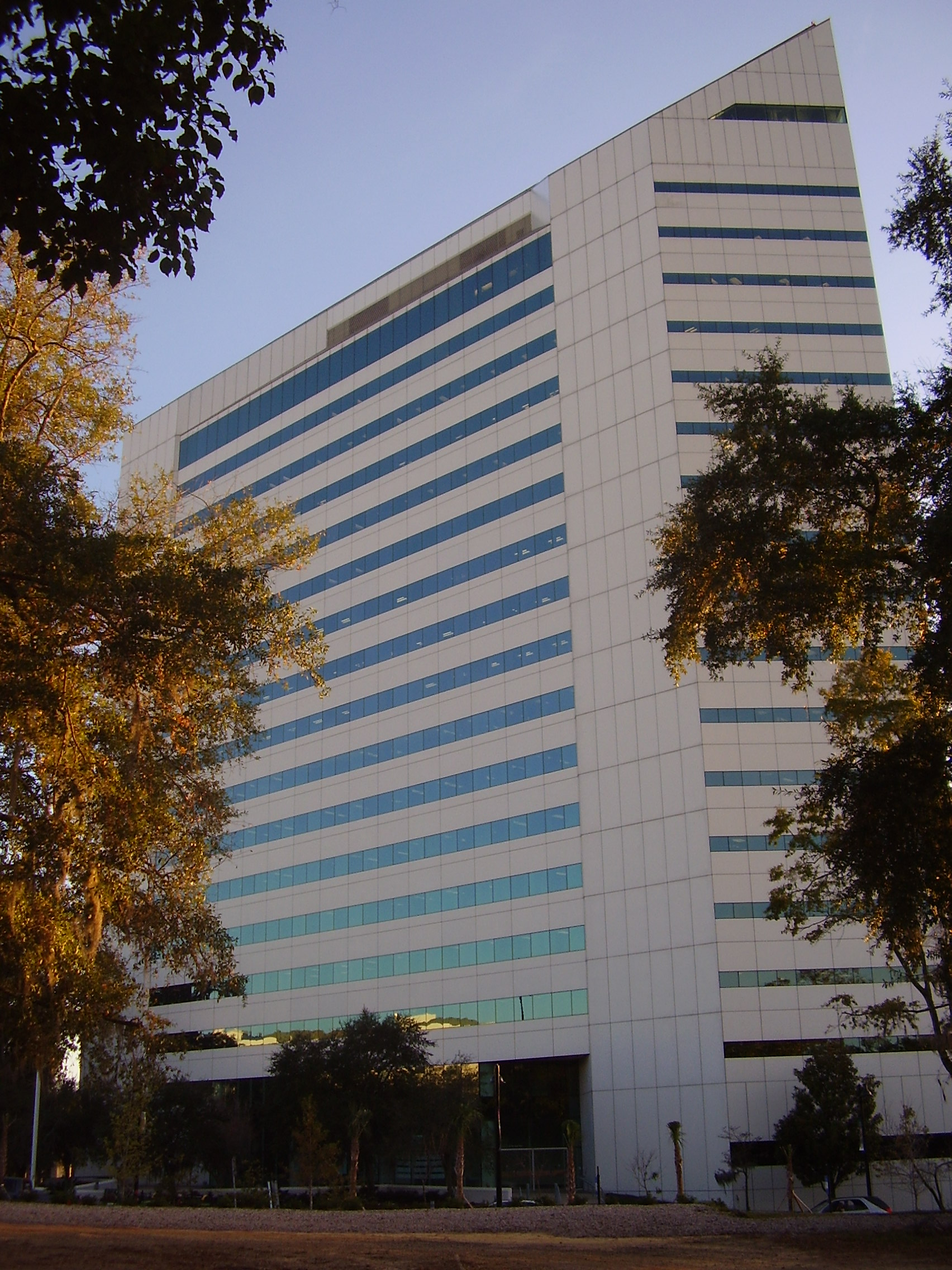
Turlington Building, la sede

El Departamento de Educación de la Florida (Florida Department of Education, FLDOE) es una agencia de Florida. Tiene su sede en el Turlington Building en Tallahassee. FLDOE supervisa distritos escolares, distritos de colegios comunitarios, y universidades. La agencia sirve más de 2,6 millones estudiantes, más de 180.000 maestros/profesores, 318.000 empleados, y 3.800 escuelas públicas.